# Lasiosphaeria hispida
Lasiosphaeria hispida är en svampart som först beskrevs av Tode, och fick sitt nu gällande namn av Karl Wilhelm Gottlieb Leopold Fuckel 1870. Lasiosphaeria hispida ingår i släktet Lasiosphaeria och familjen Lasiosphaeriaceae.   Inga underarter finns listade i Catalogue of Life.
I den svenska databasen Dyntaxa används istället namnet Lasiosphaeris hispida för samma taxon.  Arten är reproducerande i Sverige.